# Vernon Wells
Pour les articles homonymes, voir Vernon Wells (baseball) et Wells.
Vernon Wells, né le 31 décembre 1945 à Rushworth (Victoria), est un acteur australien.

## Biographie
Sa filmographie compte près d'une soixantaine de films, dont bon nombre de séries B et Z d'action et de science-fiction, domaine dans lequel il s'est fait un nom.
Les rôles qui ont lancé sa carrière sont celui du terrifiant motard punk Wez, ennemi de Mel Gibson dans Mad Max 2 qu'il reprend et parodie dans Une créature de rêve, et du mercenaire moustachu Bennett, ennemi juré d'Arnold Schwarzenegger dans Commando (1985).
Il a collaboré à plusieurs reprises avec les réalisateurs Joe Dante et Stuart Gordon.
Après Mel Gibson et Arnold Schwarzenegger, sa carrière cinématographique l'aura également amené à se battre à l'écran contre Bruce Willis dans Meurtre à Hollywood et Christophe Lambert dans Fortress.
À la télévision, il a été l'interprète de Ransik, méchant récurrent de la série pour enfants Power Rangers : La Force du temps.

## Filmographie

### Cinéma
- 1981 : Mad Max 2 : Le Défi : Wez
- 1985 : Une créature de rêve : Lord General
- 1985 : Commando : Bennett
- 1985 : MacGyver : Catlin (Saison 1, épisode 5)
- 1986 : Coming of Age
- 1986 : Fortress : Dabby Duck
- 1986 : Rick Hunter : Zajak (Saison 2, épisode 13)
- 1987 : Last man standing
- 1987 : P.I. Private Investigations
- 1987 : L'Aventure intérieure : M. Igoe
- 1988 : MacGyver : Paul Donnay (Saison 3, épisode 14)
- 1988 : Meurtre à Hollywood : Australian Houseman
- 1988 : La partita de Carlo Vanzina
- 1989 : Circle of Fear
- 1989 : Nam Angels
- 1989 : Enemy Unseen
- 1989 : Crossing the Line
- 1989 : American Eagle
- 1990 : Guerres de l'ombre
- 1990 : The Shrimp on the Barbie
- 1990 : Circuitry Man
- 1992 : Sexual Response (TV)
- 1993 : Fortress : Maddox
- 1994 : Strangehold
- 1994 : Manosaurus
- 1994 : Ultimatum
- 1994 : Dickwad
- 1994 : Plughead Rewired: Circuitry Man II
- 1994 : 2002 : The Rape of Eden
- 1996 : Space Truckers : M. Cutt
- 1998 : The Bad Pack
- 1999 : Wasteland Justice
- 1999 : This is Harry Lehman
- 2000 : Never Look Back
- 2000 : Starforce
- 2001 : The Education of a Vampire
- 2001 : Beneath Locn Ness
- 2001 : The Man with no Eyes
- 2001 : Power Rangers : La Force du temps (série TV) : Ransik
- 2002 : The Killing Point
- 2003 : King of the Ants
- 2003 : Curse of the Forty-Niner
- 2003 : Les Looney Tunes passent à l'action : vice-président ACME au travail des enfants
- 2003 : Devil's Knight
- 2004 : The Dream of Alvareen
- 2005 : Chastity
- 2005 : Meet Me in Miami
- 2006 : Saurian (TV)
- 2006 : The Strange Case of Dr; Jekyll and Mister Hyde
- 2006 : Blood Ranch
- 2006 : Vagabond
- 2007 : ReVamped
- 2007 : The Dead Undead
- 2007 : The Butcher
- 2008 : Hard Sword Will Travel (TV)
- 2008 : It's a Wonderful Death
- 2008 : Tru Loved
- 2008 : Westbrick Murders
- 2009 : Hooligans 2 : Tankersley Governor
- 2017 : Death housse
- 2022 : Thor : God of Thunder : Odin

### Jeux vidéo
- 2005 : Ty, le tigre de Tasmanie 3 : Nuit du Quinkan : Ridge
- 2010 : Darksiders : Samael
- 2012 : Darksiders II : Samael
- 2016 : Deux Ex: Mankind Divided : Jim Miller
- 2019 : Darksiders Genesis : Samael

## Voix françaises
- Michel Barbey dans Mad Max 2 (1982)
- Alain Dorval (*1946 - 2024) dans Une créature de rêve (1985)
- Jacques Frantz (*1947 - 2021) dans Commando (1985)
- Jacques Richard (*1931 - 2002) puis Bernard Bollet dans : MacGyver (série télévisée)
- Pascal Renwick (*1954 - 2006) dans Rick Hunter (série télévisée)
- Jean Barney dans Le matraqueur des rues (en) (1987)
- Edmond Bernard (*1921 - 1994) dans Meurtre à Hollywood (1988)
- Jacques Bernard (*1929 - 2024) dans Guerres de l'ombre (1990)
- Christian Pelissier dans Fortress (1993)
- Thierry Buisson dans Power Rangers : La Force du temps (TV - 2001)
- Martin Spinhayer dans : The Perfect Weapon (2016)
- Stéphane Cornicard dans : Thor : God of Thunder (2022)

## Festivals
Membre du jury courts-métrages, 8e Festival International du Film Fantastique d'Audincourt, Bloody week-end , 26.27.28  mai 2017.